# Satz von Giroux
In der Mathematik ist der Satz von Giroux ein nach Emmanuel Giroux benannter grundlegender Satz der Kontaktgeometrie.

## Aussage
Sei {\displaystyle M} eine geschlossene, orientierte 3-Mannigfaltigkeit. Dann hat man eine Bijektion zwischen den Isotopieklassen ko-orientierter Kontaktstrukturen auf {\displaystyle M} und den offenes-Buch-Zerlegungen von {\displaystyle M} modulo positiver Stabilisierung.

## Höherdimensionale Verallgemeinerung
Giroux beweist, dass es zu jeder Kontakt-Mannigfaltigkeit {\displaystyle (M^{2n+1},\alpha )} ein offenes Buch gibt mit folgenden Eigenschaften:
- {\displaystyle \alpha \mid _{B}} ist eine Kontaktform auf der Bindung {\displaystyle B},
- {\displaystyle d\alpha } ist eine symplektische Form auf den Seiten des offenen Buches,
- die von {\displaystyle d\alpha } auf den Seiten gegebene Orientierung ist mit der durch {\displaystyle \alpha } gegebenen Orientierung auf der Bindung kompatibel, das Liouville-Vektorfeld zeigt nach außen.